# Comtat de King (Washington)
El comtat de King (King County en anglès) és un comtat de l'estat de Washington dels Estats Units d'Amèrica. La població era de 2.188.649 habitants segons l'estimació censal del 2017. King és el comtat més poblat de Washington, i el número 13 en el rànquing de comtats més poblats dels Estats Units. La seu del comtat és Seattle, del que n'és la ciutat més gran.
És un de tres comtats de Washington que està inclòs en l'àrea metropolitana de Seattle–Tacoma–Bellevue. Els altres són el comtat de Snohomish, al nord, i el comtat de Pierce, al sud. Aproximadament dos terços dels habitants del comtat de King viuen en els suburbis de Seattle.

## Etimologia
El comtat fou anomenat en referència a William Rufus King que era vicepresident dels Estats Units quan el territori de Washington va ser creat el 1853. El 24 de febrer de 1986, una moció per canviar la persona honorada amb el nom del comtat a Martin Luther King Jr. fou aprovada pel consell del comtat (King County Council) per cinc vots a quatre. Com que la competència per a la creació i regulació de comtats correspon únicament a l'estat, el canvi no va ser oficial fins al 19 d'abril de 2005, quan el Governador va promulgar la llei 5332 aprovada pel Senat estatal.
El Consell del comtat va aprovar el 27 de febrer de 2006 la proposta de canviar el logo del comtat d'una corona imperial a una imatge del Dr. King., fent-se'n la presentació el 12 de març de 2007.
Martin Luther King Jr. King havia visitat el comtat durant dos dies el novembre de 1961.

## Història
El comtat fou format amb territori del comtat de Thurston el 22 de desembre de 1852, per part de la legislatura del territori d'Oregon. Seattle va ser designada seu del comtat l'11 de gener de 1853.
El comtat de King incloïa inicialment la península Olympic. Segons l'historiador Bill Speidel, quan els prohibicionistes de la península amenaçaren de tancar els saloons de Seattle Doc Maynard va maniobrar per promoure la creació d'un moviment d'independència peninsular, de tal manera que el comtat de King va perdre el que és ara el comtat Kitsap, però va conservar la seva indústria de diversió.

## Geografia
Segons l'Agència de Cens dels EUA, el comtat té una àrea total de 2.307 milles quadrades (5.980 km²), de les quals 2.116 milles quadrades (5.480 km²) són terra i 191 milles quadrades (490 km²) (8.3%) són aigua. El comtat de King té gairebé dues vegades l'àrea de terra de l'estat de Rhode Island. El punt més alt del comtat és el Mount Daniel de 2.426 metres (7.959 peus) per sobre el nivell del mar.
El comtat de King limita amb el comtat Snohomish, al nord, el comtat Kitsap, a l'oest, el comtat Kittitas, a l'est, i el comtat Pierce al sud. També comparteix una petita frontera amb el comtat Chelan, al nord-est. El comtat de King inclou l'illa Vashon i l'illa Maury en el Puget Sound.

### Comtats adjacents
- Snohomish County – al nord
- Pierce County – al sud
- Chelan County – a l'est/nord-est
- Kittitas County – a l'est/sud-est
- Kitsap County – a l'oest

### Àrees protegides nacionals
- Klondike Gold Rush National Historical Park (part també a Skagway, Alaska)
- Snoqualmie National Forest (part)

## Demografia
Segons el Cens dels Estats Units del 2010 hi havia 1.931.249 persones, 789.232 llars, i 461.510 famílies que residien en el comtat. La densitat de població era de 912,9 habitants per milla quadrada (352,5/km²). Hi havia 851.261 unitats d'allotjament amb una densitat mitjana de 402,4 per milla quadrada (155,4/km²). L'espectre ètnic del comtat era 68,7% blancs (64,8% blancs no hispànics), 6,2% afroamericans, 14,6% asiàtics, 0,8% illencs de l'Oceà Pacífic, 0,8% nadius americans, 3,9% d'altres orígens, i 5,0% de dos o més orígens. Els d'origen "hispànic" o "latino" eren el 8.9% de la població. En termes d'ascendència, 17,1% eren d'ascendència alemanya, 11,6% anglesa, 11,1% irlandesa, 5,5% noruega i 2,9% americana.
Els ingressos mitjans per llar en el comtat eren de 68.065$ i l'ingrés mitjà per família era de 87.010$. Els homes tenien uns ingressos mitjans de 62.373$ contra 45.761$ en el cas de les dones. L'ingrés per capita pel comtat era 38.211$. Aproximadament un 6,4% de famílies i un 10,2% de la població estava sota el llindar de pobresa, incloent-hi un 12,5% dels menors d'edat i un 8,6% dels majors de 64 anys.

## Comunitats

### Ciutats
- Algona
- Auburn (parcialment)
- Bellevue
- Black Diamond
- Bothell (parcialment)
- Burien
- Carnation
- Clyde Hill
- Covington
- Des Moines
- Duvall
- Enumclaw
- Federal Way
- Issaquah
- Kenmore
- Kent
- Kirkland
- Lake Forest Park
- Maple Valley
- Medina
- Mercer Island
- Milton (parcialment)
- Newcastle
- Normandy Park
- North Bend
- Pacific (partial)
- Redmond
- Renton
- Sammamish
- SeaTac
- Seattle (seu del comtat)
- Shoreline
- Snoqualmie
- Tukwila
- Woodinville

### Pobles
- Beaux Arts Village
- Hunts Point
- Skykomish
- Yarrow Point

### Llocs designats en el cens
- Ames Lake
- Baring
- Boulevard Park
- Bryn Mawr-Skyway
- Cottage Lake
- East Renton Highlands
- Fairwood
- Fall City
- Hobart
- Klahanie (antigament)
- Lake Holm
- Lake Marcel-Stillwater
- Lake Morton-Berrydale
- Lakeland North
- Lakeland South
- Maple Heights-Lake Desire
- Mirrormont
- Ravensdale
- Riverbend
- Riverton
- Shadow Lake
- Tanner
- Union Hill-Novelty Hill
- Vashon
- Westwood
- White Center
- Wilderness Rim